# Foissac (Aveyron)
Foissac é uma comuna francesa na região administrativa de Occitânia, no departamento de Aveyron. Estende-se por uma área de 9,68 km². Em 2010 a comuna tinha 497 habitantes (densidade: 51,3 hab./km²).